# Incardinazione
L'incardinazione è il legame teologico e giuridico che si crea nella Chiesa cattolica tra un chierico (presbitero o diacono) e la Chiesa particolare (diocesi) in cui egli svolge il proprio servizio.
Nel momento stesso in cui una persona riceve l'ordinazione diaconale, diventa parte integrante della propria diocesi, o prelatura personale, o istituto di vita consacrata: questo vuol dire che sarà al servizio di quella specifica comunità e dovrà obbedienza al suo superiore (vescovo o altro superiore). Quindi solo attraverso la propria Chiesa particolare i chierici sono al servizio della Chiesa universale. 
Già nel canone VI del concilio di Calcedonia (451 d.C.) la Chiesa ha proibito le ordinazioni che non fossero in funzione di un popolo (cioè senza incardinazione): da allora non sono mai stati ammessi chierici girovaghi o acefali, che non avessero cioè un proprio concreto riferimento ad un territorio e ad un superiore.
Attualmente l'incardinazione è regolata dai canoni 265-272 del Codice di diritto canonico, dove vengono stabilite anche le procedure e le condizioni perché un chierico possa "trasferirsi", cioè cambiare la propria appartenenza: occorre che egli riceva una lettera di escardinazione dal primo superiore e una lettera di incardinazione dal nuovo superiore. 
Tuttavia la lettera di escardinazione non ha alcun effetto finché non sia ottenuta la nuova incardinazione: questo proprio per impedire che un chierico possa trovarsi senza alcun legame.